# 알렉산드라 트루소바
알렉산드라 뱌체슬라보브나 트루소바(러시아어: Алекса́ндра Вячесла́вовна Тру́сова, 영어: Alexandra Vyacheslavovna Trusova, 2004년 6월 23일 ~ )는 러시아의 피겨스케이팅 선수이다. 애칭인 사샤(러시아어: Саша, 영어: Sasha)라고도 불리며, 동계 올림픽에서 은메달 1개(2022)를 획득했다. 세계에서 두 번째로 4S와 4Lz+3T을 성공했으며, 최초로 4T, 4F, 4Lz, 4T+3T, 4T+1Eu+3S을 성공한 여자 선수이고, 쿼드러플 점프 4종을 모두 성공한 유일한 여자 선수이다. 어린 시절 알렉산드르 볼코프와 올가 솁초바 코치와 훈련했으나, 2016년부터 예테리 투트베리제와 함께했다. 하지만 2020년 결별하여 예브게니 플류셴코의 그룹에 소속되었지만 2021년 투트베리제의 그룹으로 돌아왔다. 피겨스케이팅 여자 싱글 프리 올림픽 신기록 보유자이다.

## 어린 시절과 개인사
트루소바는 2004년 6월 23일, 랴잔에서 태어났으며, 트루소바는 예고르 트루소프(러시아어: Егор Трусов)와 이반 트루소프(러시아어: Иван Трусов)이라는 두 남동생이 있다. 또한, 트루소바는 강아지를 좋아하며 개 5마리를 기르고 있다. 트루소바는 티나라는 치와와를 기르고 있으며, 티나는 트루소바의 경기에 자주 같이 간다. 잭이라는 허스키도 기르고, 미니어쳐 로얄 푸들 라나를 2019년 로스텔레콤 컵에서 연습 3A 성공, 2019년 세계 주니어 피겨스케이팅 선수권 대회 우승 기념으로 기르게 되었다. 알리타라는 바센지와 엘라라는 로열 푸들도 키운다. 트루소바는 자신의 커리어를 다룬 짧은 자서전《알렉산드라 트루소바, 중력과 싸우는 소녀: 세계 피겨스케이팅을 바꾼 소녀》 (영어: Alexandra Trusova. The Girl Who Fights Gravity: And Changes the World of Woman's Figure Skating)를 출판했으며, 2021년 3월 영문판이 출간되었다.

### 비즈니스와 광고
트루소바는 브랜드 홍보대사로 아디다스를 대표했다. 그녀는 아디다스의 수많은 디지털 광고에 출연했다.그 중 하나는 2021년 4월 "Impossible is Nothing" 캠페인의 30초 광고이다. 2020년 7월, 아지노모토 제품인 아미노 바이탈의 브랜드의 홍보 대사가 되었다. 2021년 1월, 스위스의 명품 시계 브랜드 모리스 라크루아(Maurice Lacroix)는 트루소바를 그들의 ML 크루에 합류할 최신 브랜드의 친구로 발표했다. 트루소바는 또한 러시아-벨라루스 유제품 브랜드인 베르호비예(Verkhovye)의 홍보 대사가 되었다. 그녀는 2021년 10월 캐나다의 보석 브랜드 브릴리언스 & 멜로즈(Brilliance & Melrose)와 제휴했다.트루소바는 이전에 누드 리스포트 로얄 프로(nude Risport Royal Pro) 부츠를 사용했지만, 현재는 같은 잭슨 울티마 매트릭스 슈프림 블레이드 (Jackson Ultima Matrix Supreme blades)와 함께 화이트 이데아 피아노(white Edea Piano)를 사용한다.

## 선수 경력
동계 올림픽에서 은메달 1개를 획득했고, 세계 선수권 대회에서 동메달 1개(2021), 유럽 선수권 대회에서 동메달 2개(2020, 2022)를 획득했으며, 그랑프리 파이널에서 주니어 부분 금메달 1개(2017-18)와 은메달 1개(2018-19), 시니어 부분 동메달 1개(2019-20)를 획득하기도 하였다. 세계 주니어 선수권 대회에서는 금메달 2개(2018, 2019)를 획득했으며 러시아 선수권 대회에서 은메달 2개(2019, 2022), 동메달 2개(2021, 2022)를 획득하고 피겨스케이팅 그랑프리 시리즈에선 시니어 부분 금메달 3개(2019년 2개, 2021년 1개), 주니어 부분 금메달 4개(2017년 2개, 2018년 2개)를 수상했다. 2017-18 시즌 주니어 시즌 스윕을 달성했다.

### 노비스 커리어
트루소바는 2008년에 처음 피겨스케이팅을 시작했다. 트루소바는 2015년 모스크바로 이사를 갈 때까지 올가 솁초바 코치와 훈련했고, 이후 2016년부터 예테리 투트베리제와 세르게이 두다고프의 삼보 70 클럽에 합류했다. 2015-2016 시즌에서 트루소바는 2016년 러시아 피겨스케이팅 선수권 대회에서 노비스 부분 중 나이가 어린 그룹에 출전하여 요소와 쇼트에선 2위, 프리에선 7위를 하며 221.24점으로 최종 5위를 기록했다.
이후 2016-2017 시즌에서는 러시안 컵 대회 2차, 5차에서 주니어 부분에 출전하여 3Lz+3T+2T 컴비네이션을 성공시키며 각각 184.54점과 186.24점으로 3위와 2위를 기록했다. 이후 러시아 선수권 대회 출전권을 얻어 노비스 부분과 주니어 부분에서 출전했다. 주니어 부분에서는 쇼트에서 66.13점으로 6위를 기록했지만, 프리에서 10.8점의 기초점으로 가장 어려운 난이도의 트리플+트리플 점프 콤비네이션인 3Lz+3Lo 컴비네이션을 성공했다. 프리 기술 점수는 종합 2위인 70.29점을 기록했으며, 129.65점으로 4위를 기록하며 총점 194.60점으로 4위를 기록했다. 이후 열린 노비스 부분에도 출전했다. 나이가 많은 그룹에선 주니어 부분과 같이 모든 요소를 성공시켜 쇼트 4위, 프리 1위로 195.65점을 받아 196.94점을 받은 아나스타샤 타라카노바와는 1점 차이로 최종 2위를 기록했다. 3월에 열린 러시안 컵 파이널엔

### 2017-2018 시즌
2017-2018 시즌이 시작하기 이전에 트루소바는 연습에서 여러 개의 4S를 성공시켰다. 이후 주니어 그랑프리 시리즈에 데뷔하여 호주에서 열린 대회와 벨라루스에서 열린 대회에 각각 출전했다. 호주에서 열린 대회에서는 프리에서 첫 점프로 4S를 시도하여 성공시켰으나, 언더로테이티드 판정을 받았다.

## 보유 기록

### 주니어
트루소바는 2018-2019 시즌부터 적용된 채점제에서 6개의 주니어 세계신기록을 세웠다.
| 주니어 여자 싱글 총점 | 주니어 여자 싱글 총점 | 주니어 여자 싱글 총점                       | 주니어 여자 싱글 총점                                                                                   |
| 날짜                  | 점수                  | 대회                                        | 비고 |
| --------------------- | --------------------- | ------------------------------------------- | --- |
| 2019년 3월 9일        | 222.89                | 2019년 세계 주니어 피겨스케이팅 선수권 대회 | 카밀라 발리예바가 갱신했다.                                                                             |
| 2018년 9월 7일        | 221.44                | 2018년 JGP 리투아니아                       | 트루소바는 16점 차이로 안나 셰르바코바가 세운 기록을 갱신했다.                                          |
| 주니어 여자 싱글 프리 |                       |                                             | |
| 날짜                  | 점수                  | 대회                                        | 비고 |
| 2019년 3월 9일        | 150.40                | 2019년 세계 주니어 피겨스케이팅 선수권 대회 | 카밀라 발리예바에게 갱신됨                                                                              |
| 2018년 10월 12일      | 146.81                | 2018년 JGP 아르메니아                       | 트루소바는 4Lz를 성공한 최초의 여자 선수가 되었다.                                                      |
| 2018년 9월 7일        | 146.70                | 2018년 JGP 리투이니아                       | 알료나 코스토르나야의 이전 기록을 14점 차이로 경신 트루소바는 4T+3T을 성공한 최초의 여자 선수가 되었다. |
| 주니어 여자 싱글 쇼트 |                       |                                             | |
| 날짜                  | 점수                  | 대회                                        | 비고 |
| 2018년 9월 6일        | 74.74                 | 2018년 JGP 리투아니아                       | 약 1.6점 차이로 안나 셰르바코바의 이전 기록을 경신함                                                    |

### 시니어

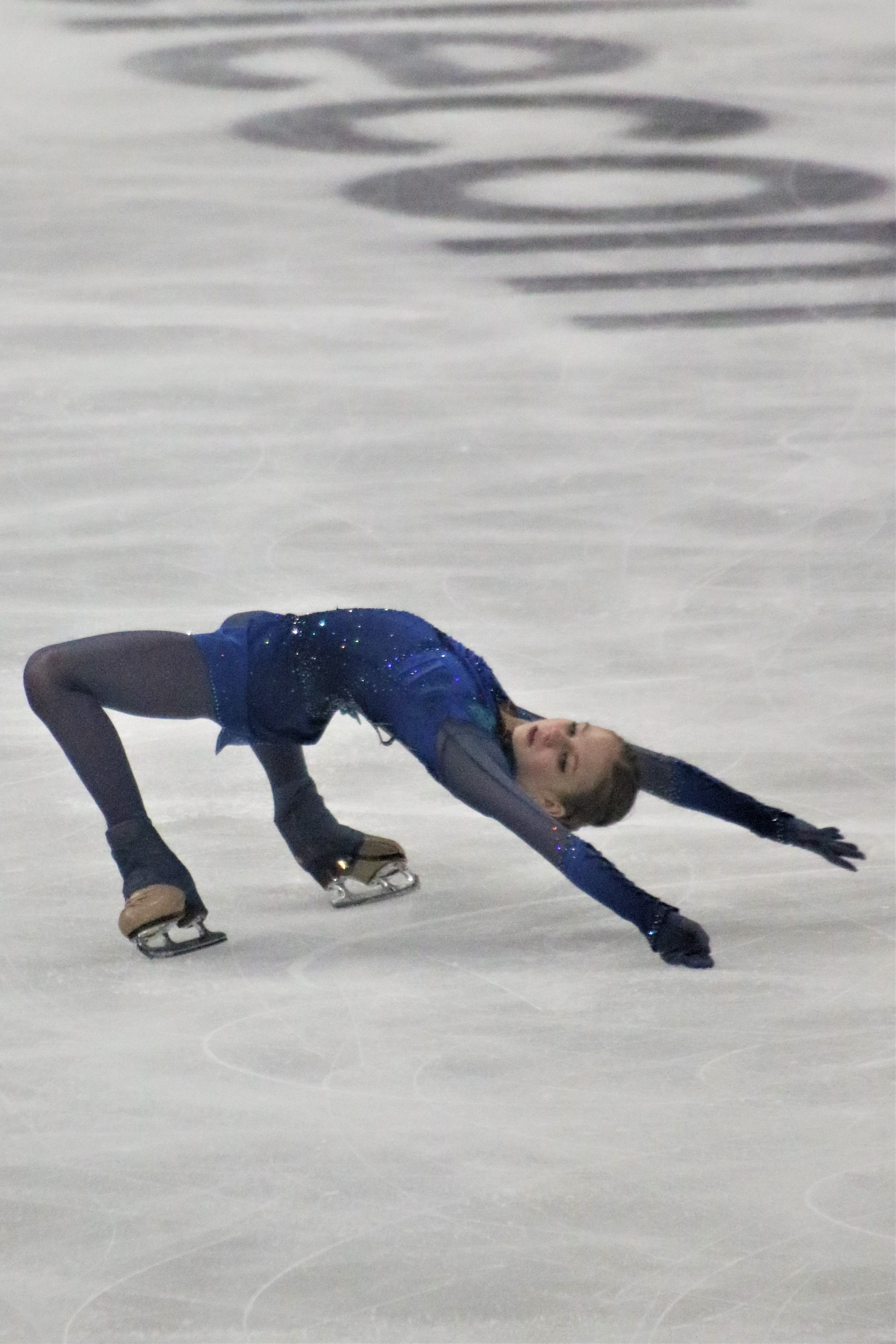
2019년 로스텔레콤 컵 프리에서 캔틸레버를 수행하는 트루소바

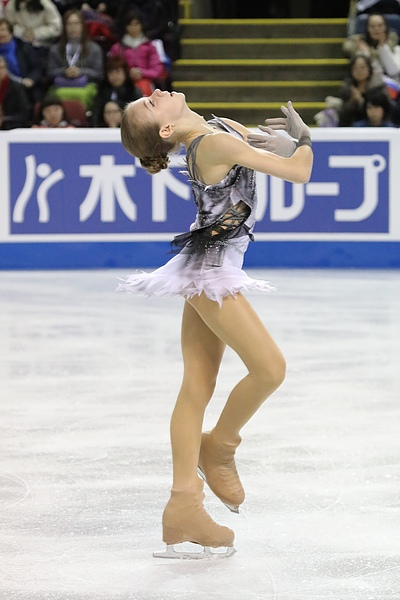
2019년 스케이트 캐나다 쇼트에서 업라이트 스핀을 수행하는 트루소바

시니어에선 4개의 세계신기록을 세웠다.
| 시니어 여자 싱글 총점 | 시니어 여자 싱글 총점 | 시니어 여자 싱글 총점           | 시니어 여자 싱글 총점                                                                             |
| 날짜                  | 점수                  | 대회                            | 비고                                                                                              |
| --------------------- | --------------------- | ------------------------------- | ------------------------------------------------------------------------------------------------- |
| 2019년 10월 26일      | 241.02                | 2019년 스케이트 캐나다          | 2019-20년 피겨스케이팅 그랑프리 파이널에서 알료나 코스토르나야에 의해 경신                        |
| 2019년 9월 21일       | 238.69                | 2019년 온드레이 네펠라 메모리얼 | 0.26점 차이로 알리나 자기토바의 기록을 경신                                                       |
| 시니어 여자 싱글 프리 |                       |                                 |                                                                                                   |
| 날짜                  | 점수                  | 대회                            | 비고                                                                                              |
| 2019년 10월 26일      | 166.62                | 2019년 스케이트 캐나다          | 기술 점수 100점을 돌파한 최초의 여자 선수, 2021년 핀란디아 트로피에서 카밀라 발리예바에 의해 갱신 |
| 2019년 9월 21일       | 163.78                | 2019년 온드레이 네펠라 메모리얼 | 알리나 자기토바의 기록을 약 5점 차이로 갱신                                                       |

### 구채점제 주니어
2018-2019 시즌 이후 GOE가 -3~+3에서 -5~+5 체계로 변경되면서, 그 이전의 세계신기록은 별개로 집계되게 되었다. 트루소바는 이 구채점제 시절 주니어에서 3개의 세계신기록을 세웠다. 이 세계신기록은 구채점제의 최종 세계신기록으로, 다시 경신될 수 없다.
| 주니어 여자 싱글 총점 | 주니어 여자 싱글 총점 | 주니어 여자 싱글 총점                         | 주니어 여자 싱글 총점                                                                   |
| 날짜                  | 점수                  | 대회                                          | 비고                                                                                    |
| --------------------- | --------------------- | --------------------------------------------- | --------------------------------------------------------------------------------------- |
| 2018년 3월 10일       | 225.52                | 2018년 세계 주니어 피겨스케이팅 선수권 대회   | 210점, 220점을 돌파한 최초의 주니어 여자 선수 알리나 자기토바의 기록을 17점 차이로 경신 |
| 주니어 여자 싱글 쇼트 |                       |                                               |                                                                                         |
| 날짜                  | 점수                  | 대회                                          | 비고                                                                                    |
| 2017년 12월 7일       | 73.25                 | 2017–18년 주니어 피겨스케이팅 그랑프리 파이널 | 알로나 코스토르나야의 기록을 10분 후에 경싱                                             |
| 주니어 여자 싱글 프리 |                       |                                               |                                                                                         |
| 날짜                  | 점수                  | 대회                                          | 비고                                                                                    |
| 2018년 3월 10일       | 153.49                | 2018년 세계 주니어 피겨스케이팅 선수권 대회   | 프리 140점, 50점을 돌파한 최초의 여자 선수, 알리나 자기토바의 기록을 16점 차이로 갱신   |

## 커리어

### 대회별 순위

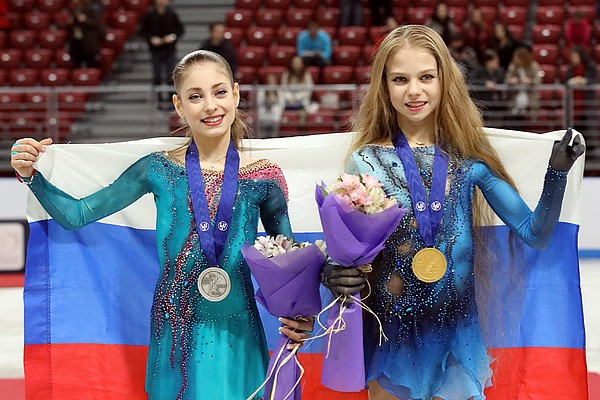
2018년 세계 피겨스케이팅 선수권 대회에서 금메달을 수상한 트루소바와 은메달을 수상한 알료나 코스토르나야의 모습. 오른쪽이 트루소바

| 시니어 국제대회 | 시니어 국제대회 | 시니어 국제대회 | 시니어 국제대회 | 시니어 국제대회 | 시니어 국제대회 | 시니어 국제대회 |
| 대회 | 16–17           | 17–18           | 18–19           | 19–20           | 20–21           | 21–22           |
| --- | --------------- | --------------- | --------------- | --------------- | --------------- | --------------- |
| 동계 올림픽 |                 |                 |                 |                 |                 | 2위             |
| 세계 피겨스케이팅 선수권 대회 |                 |                 |                 | C               | 3위             |                 |
| 유럽 피겨스케이팅 선수권 대회 |                 |                 |                 | 3위             | C               | 3위             |
| GP 피겨스케이팅 그랑프리 파이널 |                 |                 |                 | 3위             |                 |                 |
| GP 스케이트 아메리카 |                 |                 |                 |                 |                 | 1위             |
| GP 스케이트 캐나다 |                 |                 |                 | 1위             |                 |                 |
| GP 로스텔레콤 컵 |                 |                 |                 | 1위             | 4위             |                 |
| GP NHK 트로피 |                 |                 |                 |                 |                 | WD              |
| CS 온드레이 네펠라 메모리얼 |                 |                 |                 | 1위             |                 |                 |
| U.S. 인터네셔널 클래식 |                 |                 |                 |                 |                 | 1위             |
| 주니어 국제대회 |                 |                 |                 |                 |                 |                 |
| 세계 주니어 피겨스케이팅 선수권 대회 |                 | 1위             | 1위             |                 |                 |                 |
| JGP 피겨스케이팅 주니어 그랑프리 파이널 |                 | 1위             | 2위             |                 |                 |                 |
| JGP 아르메니아 |                 |                 | 1위             |                 |                 |                 |
| JGP 호주 |                 | 1위             |                 |                 |                 |                 |
| JGP 벨라루스 |                 | 1위             |                 |                 |                 |                 |
| JGP 리투아니아 |                 |                 | 1위             |                 |                 |                 |
| 국내대회 |                 |                 |                 |                 |                 |                 |
| 러시아 피겨스케이팅 선수권 대회 |                 |                 | 2위             | 3위             | 3위             | 2위             |
| 러시아 주니어 피겨스케이팅 선수권 대회 | 4위             | 1위             | 1위             |                 |                 |                 |
| 러시안 컵 파이널 | 3위 J           | 2위 J           |                 |                 |                 |                 |
| 단체전 |                 |                 |                 |                 |                 |                 |
| 재팬 오픈 |                 |                 |                 | 1위 T 1위 P     |                 |                 |
| 채널 1 트로피 |                 |                 |                 |                 | 2위 T 3위 P     |                 |
| TBD = To be Declared, 발표 예정 WD = Withdrew, 기권 C = Event Cancelled, 대회 취소 J = Junior, 주니어 T = Team result, 팀 결과 P = Personal result, 개인 결과 |                 |                 |                 |                 |                 |                 |

### 대회별 세부 결과

#### 시니어

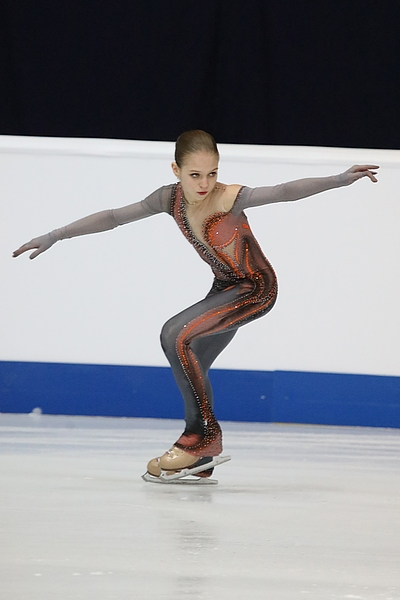
2019년 세계 주니어 피겨스케이팅 선수권 대회에서 프리 스케이팅을 수행하는 트루소바

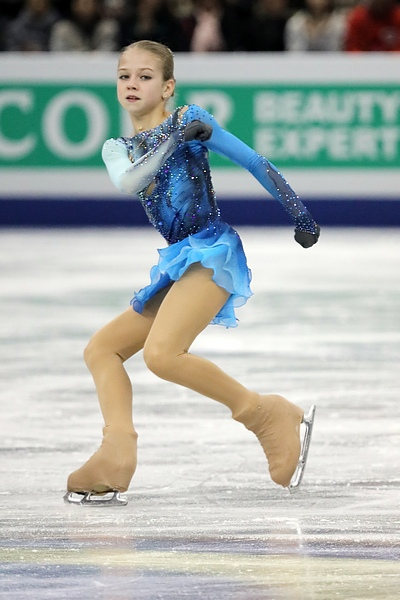
2017-18년 피겨스케이팅 그랑프리 파이널에서 프리 스케이팅을 수행하는 트루소바

세계신기록은 볼드체로 표시한다.
| 2021-2022 시즌        | 2021-2022 시즌                             | 2021-2022 시즌 | 2021-2022 시즌 | 2021-2022 시즌 |
| 날짜                  | 대회                                       | SP             | FS             | 총점           |
| --------------------- | ------------------------------------------ | -------------- | -------------- | -------------- |
| 2022년 3월 21일~27일  | 2022년 세계 피겨스케이팅 선수권 대회       | 출전 금지      | 출전 금지      | 출전 금지      |
| 2022년 2월 15일~17일  | 2022년 동계 올림픽                         | 4 74.60        | 1 177.13       | 2 251.73       |
| 2022년 1월 10일~16일  | 2022년 유럽 피겨스케이팅 선수권 대회       | 3 75.13        | 3 159.23       | 3 234.36       |
| 2021년 12월 21일~26일 | 2022년 러시아 피겨스케이팅 선수권 대회     | 5 74.21        | 2 174.44       | 2 248.65       |
| 2021년 11월 12~14일   | 2021년 NHK 트로피                          | - WD           | - WD           | - WD           |
| 2021년 10월 22일~24일 | 2021년 스케이트 아메리카                   | 1 77.69        | 1 154.68       | 1 232.37       |
| 2021년 9월 22일~26일  | 2021년 러시안 컵 1차 대회 비공인 대회      | 1 74.53        | - WD           | - WD           |
| 2021년 9월 15일~19일  | 2021년 U.S. 인터네셔널 피겨스케이팅 클래식 | 1 74.75        | 1 142.05       | 1 216.80       |
| 2020–2021 시즌        |                                            |                |                |                |
| 날짜                  | 대회                                       | SP             | FS             | 총점           |
| 2021년 3월 22일~28일  | 2021년 세계 피겨스케이팅 선수권 대회       | 12 64.82       | 1 152.38       | 3 217.20       |
| 2021년 2월 5일~7일    | 2021년 채널 1 트로피                       | 4 77.86        | 3 163.33       | 2T/3P 241.19   |
| 2020년 12월 22일~25일 | 2021년 러시아 피겨스케이팅 선수권 대회     | 4 75.76        | 3 170.61       | 3 246.37       |
| 2020년 11월 20일~22일 | 2020년 로스텔레콤 컵                       | 3 70.81        | 4 128.12       | 4 198.93       |
| 2020년 11월 8일~12일  | 2020년 러시안 컵 4차 대회 비공인 대회      | 2 77.42        | 1 171.21       | 1 248.63       |
| 2020년 10월 10일~13일 | 2020년 러시안 컵 2차 대회 비공인 대회      | 3 75.77        | 1 164.82       | 1 240.59       |
| 2019-2020 시즌        |                                            |                |                |                |
| 날짜                  | 대회                                       | SP             | FS             | 총점           |
| 2020년 1월 24일~25일  | 2020년 유럽 피겨스케이팅 선수권 대회       | 3 74.95        | 3 150.39       | 3 225.34       |
| 2019년 12월 26일~29일 | 2020년 러시아 피겨스케이팅 선수권 대회     | 3 76.46        | 3 149.88       | 3 226.34       |
| 2019년 12월 5일~8일   | 2019–20년 피겨스케이팅 그랑프리 파이널     | 5 71.45        | 3 161.73       | 3 233.18       |
| 2019년 11월 15일~17일 | 2019년 로스텔레콤 컵                       | 2 74.21        | 1 160.26       | 1 234.47       |
| 2019년 10월 25일~27일 | 2019년 스케이트 캐나다                     | 3 74.40        | 1 166.62       | 1 241.02       |
| 2019년 10월 5일       | 2019년 재팬 오픈                           | 열리지 않음    | 1 160.53       | 1P 1T          |
| 2019년 9월 19일~21일  | 2019년 온드레이 네펠라 메모리얼            | 1 74.91        | 1 163.78       | 1 238.69       |

#### 주니어
세계신기록은 볼드체로 표시하고, *표시는 2017-2018 시즌까지의 채점제의 최종 세계신기록이다.
| 2018-2019 시즌        | 2018-2019 시즌                                | 2018-2019 시즌 | 2018-2019 시즌 | 2018-2019 시즌 | 2018-2019 시즌 |
| 날짜                  | 대회                                          | 레벨           | SP             | FS             | 총점           |
| --------------------- | --------------------------------------------- | -------------- | -------------- | -------------- | -------------- |
| 2019년 3월 21일-26일  | 2019년 러시아 동계 스파타키아드 비공인 대회   | 주니어         | 2 77.43        | 1 176.90       | 1 254.33       |
| 2019년 3월 4일~10일   | 2019년 세계 주니어 피겨스케이팅 선수권 대회   | 주니어         | 2 72.49        | 1 150.40       | 1 222.89       |
| 2019년 2월 1일~4일    | 2019년 러시아 주니어 피겨스케이팅 선수권 대회 | 주니어         | 7 69.55        | 1 164.44       | 1 233.99       |
| 2018년 12월 19일~23일 | 2019년 러시아 피겨스케이팅 선수권 대회        | 시니어         | 2 74.96        | 2 154.75       | 2 229.71       |
| 2018년 2월 6일~9일    | 2018–19년 피겨스케이팅 그랑프리 파이널        | 주니어         | 2 74.43        | 2 140.77       | 2 215.20       |
| 2018년 11월 9일~10일  | 2018년 러시안 컵 4차 대회 비공인 대회         | 시니어         | 2 74.53        | 1 157.71       | 1 232.24       |
| 2018년 10월 10일~13일 | 2018년 JGP 아르메니아                         | 주니어         | 1 74.19        | 1 146.81       | 1 221.00       |
| 2018년 9월 5일~8일    | 2018년 JGP 리투아니아                         | 주니어         | 1 74.74        | 1 146.70       | 1 221.44       |
| 2017-2018 시즌        |                                               |                |                |                |                |
| 날짜                  | 대회                                          | 레벨           | SP             | FS             | 총점           |
| 2018년 3월 5일~11일   | 2018년 세계 주니어 피겨스케이팅 선수권 대회   | 주니어         | 1 72.03        | 1 153.49*      | 1 225.52*      |
| 2018년 2월 19일~23일  | 2018년 러시안 컵 파이널 비공인 대회           | 주니어         | 6 65.78        | 1 143.14       | 2 208.92       |
| 2018년 1월 23일~26일  | 2018년 러시아 주니어 피겨스케이팅 선수권 대회 | 주니어         | 1 74.25        | 3 137.84       | 1 212.09       |
| 2017년 12월 7일~10일  | 2017–18년 피겨스케이팅 그랑프리 파이널        | 주니어         | 1 73.25*       | 2 132.36       | 1 205.61       |
| 2017년 11월 21일~25일 | 2017년 러시안 컵 5차 대회 비공인 대회         | 주니어         | 2 69.13        | 1 135.57       | 2 204.70       |
| 2017년 10월 27일~31일 | 2017년 러시안 컵 3차 대회 비공인 대회         | 주니어         | 1 70.19        | 1 129.11       | 1 199.30       |
| 2017년 9월 20일~24일  | 2017년 JGP 벨라루스                           | 주니어         | 1 69.72        | 1 126.60       | 1 196.32       |
| 2017년 8월 23~26일    | 2017년 JGP 호주                               | 주니어         | 1 65.57        | 1 132.12       | 1 197.69       |
| 2016-2017 시즌        |                                               |                |                |                |                |
| 날짜                  | 대회                                          | 레벨           | SP             | FS             | 총점           |
| 2017년 2월 1일~5일    | 2017년 러시아 주니어 피겨스케이팅 선수권 대회 | 주니어         | 6 64.95        | 4 129.65       | 4 194.60       |

## 프로그램 목록
```

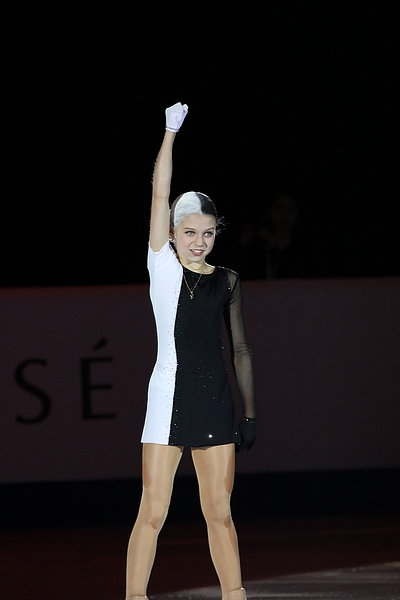
2019년 세계 주니어 피겨스케이팅 선수권 대회에서 갈라 프로그램 'Unstoppable'을 연기한 트루소바

에서 쇼트 프로그램 '프리다'를 시작하는 트루소바]]
```

| 시즌      | 쇼트 프로그램 | 프리 스케이팅 | 갈라쇼 |
| --------- | --- | --- | --- |
| 2021–2022 | 프리다 - Benediction and Dream - Solo tu - Alcoba Azul by 엘리옷 골덴탈 안무 by 다닐 글레이헨가우즈                                                        | 크루엘라 - Call Me Cruella by 플로렌스 앤 더 머신 - The True Story of Cruella's Birth by 니컬러스 브리텔 - I Wanna Be Your Dog 공연 by 존 믹크리아 안무 by 다닐 글레이헨가우즈                                            | 원더우먼 - Song to the Siren performed by 로즈 베츠 - Wonder Woman, a Call to Stand (from 잭 스나이더의 저스티스 리그) by 한스 짐머 |
| 2020–2021 | - 러브스토리 by 로라 아스타노바, 스티에판 하우저 - Appassionata by 롤프 뢰블란 안무 by 세르게이 로자노프, 예브게니 플루셴코                                | - 로미오와 줄리엣 - O Verona by 크레이그 암스트롱 - Come, Gentle Night by 아벨 코제니오프스키 - Dance of the Knights by 세르게이 프로코피예프 performed by 리차드 클레이더만 안무 by 세르게이 로자노프, 예브게니 플루셴코 | - Game of Survival by 루엘 |
| 2019–2020 | 페르 귄트 모음곡 - Solveig's Song - In the Hall of the Mountain King by 에드바르 그리그 안무 by 다닐 글레이헨가우스                                        | 왕좌의 게임 - Pray (High Valyrian) - For the Throne by 매튜 벨라미 - The Night King by 라민 자와디 안무 by 다닐 글레이헨가우스, 에테리 투트베리제                                                                         | - Unstoppable by 시아 - Ständchen by 프란츠 슈베르트 arranged by 프란츠 리스트                                                      |
| 2018–2019 | 킬 빌 1부 사운드트랙 - Bang Bang (My Baby Shot Me Down) by 낸시 시나트라 - Battle Without Honor or Humanity by 토모야스 호테이 안무 by 다닐 글레이헨가우스 | 제5원소 - Kill The Target by 토모야스 호테이 - Katana Groove by 토모야스 호테이 - Lucia di lammermoor by 에릭 세라 - The Diva Dance by 에릭 세라 안무 by 다닐 글레이헨가우스                                              | - Unstoppable by 시아 - 빅 스펜더 by 페기 리 - Jumpin' Jack by 빅 배드 부두 대디                                                    |
| 2017–2018 | - 빅 스펜더 by 페기 리 - Jumpin' Jack by 빅 배드 부두 대디                                                                                                 | - 사계:여름 by 안토니오 비발디 rearranged by 막스 리히터 | - Your Heart Is As Black As Night by 멜로디 가르도                                                                                  |
| 2016–2017 | - Your Heart Is As Black As Night by 멜로디 가르도 | - Galicia Flamenca by 지노 다우리 | |
| 2015–2016 | - Paint It Black by 버네사 칼턴 | - Crystallize by 린지 스털링 - My Immortal by 린지 스털링 - Spontaneous Me by 린지 스털링 | |
| 2014–2015 | - Mexican Hat Dance by 신시내티 팝스 오케스트라 | - Pan's Lullaby from 판의 미로 by 하비에르 나바레테 | |

## 논란

### 도핑 의혹
카밀라 발리예바의 도핑이 적발되며 트루소바도 도핑하였다는 의심이 들기 시작하였다.

### 2022년 동계 올림픽판정 불복
2022년 동계 올림픽에서 트루소바는 251.73점으로 은메달을 수상했다. 셰르바코바는 2번의 쿼드러플 점프를 성공했고, 트루소바는 5개의 쿼드러플 점프를 시도하고 모두 랜딩했다. 하지만 아무리 구성 점수 차이가 있어도 프리 점수 차이가 2점밖에 안 되었다. 트루소바의 F은 롱엣지로 감점을 받았으나, 셰르바코바의 Lz와 F는 모두 롱엣지지만 단 한 번도 감점을 받지 않았으며 4F+3T의 회전수가 q판정을 받을 정도였지만 눈감아주었다. 실제로 셰르바코바는 2019년 컵 오브 차이나에서 모든 Lz에 어텐션 판정을 받아 10점을 넘는 점수 손해를 보았고, 2021년 부다페스트 트로피에서는 모든 F에 어텐션 판정을 받았다. 또한 3Lz+1Eu+3S 컴비네이션을 한 심판이 가산점 0점을 주기도 하였다. 이 때문에 시상식에서 눈물을 흘렸고, 자신의 은메달을 받아들이지 못했다.
| “ | 다들 금메달을 받았는데 나만 금메달이 없어! 셰르바코바한테 줄 거면 나를 단체전이라도 보내줬어야지! 시상대에도 올라가지 않을 거야! 이딴 스포츠 정말 싫어. 다시는 빙판 위에 올라가지 않을 거야! | ” |

| “ | 당신은 (셰르바코바의 금메달을) 다 알고 있었어! 나는 당신들을 증오해! | ” |
|   | — 트루소바가 악을 쓰고 오열하며 예테리 투트베리제를 밀치며 한 말     |   |

| “ | 이것은 너의 패배야.                    | ” |
|   | — 예테리 투트베리제가 맞받아치며 한 말 |   |

경기 직후 악을 쓰고 오열하며 이 판정에 항의했고, 시상식에서는 빙둔둔 인형을 쥐며 왼손으로 손가락 욕을 하는 모습을 보여주었다. 이 행위는 논란이 되었다. 해당 영상이 트위터에 공개되어 50만의 조회수를 기록하였지만, 얼마 안 가 삭제되었다. 또한 경기 후 새벽 3시까지 링크를 떠나지 않으며 버텼다는 이야기가 중국 자원봉사자들로부터 나왔다. 이 발언이 일부 언론에 의해 은퇴성 발언으로 해석되기도 하였다. 이러한 과격한 행위들은 논란이 되었다. 공식 기자회견에선 나는 3년 동안 메이저 국제대회에서 우승하지 못했고, 목표를 향해 노력했고 더 많은 쿼드러플 점프를 추가했다고 말하였다.그래도 왜 울었냐는 질문에서는 어머니와 강아지를 3주동안 보지 못해 울었다고 밝혔고, 갈라쇼에서는 밝은 미소를 지으며 갈라 프로그램 원더우먼을 수행했다.

## 같이 보기
- 다른 러시아의 여자 싱글 피겨스케이팅 선수
  - 옐리자베타 툭타미셰바
  - 안나 셰르바코바
  - 알료나 코스토르나야
  - 카밀라 발리예바
  - 베로니카 질리나(영어판)
- 피겨스케이팅

### 내용주
1. 1 2  러시아 피겨스케이팅 선수권 대회의 노비스 부분은 나이가 많은 그룹과 나이가 적은 그룹으로 나뉜다.
2. ↑  피겨스케이팅에서 회전수가 기존 점프의 1/4바퀴와 2/1바퀴 사이로 부족할 경우 언더로테이티드 판정을 받는다.
3. ↑  러시아 국내대회에서는 주니어 선수들도 국내대회에 시니어 레벨로 참가할 수 있다.

### 참고주
1. 1 2 3 4  알렉산드라 트루소바 - 국제 빙상 연맹
2. ↑  Alexandra Trusova[깨진 링크(과거 내용 찾기)] - 위키
3. ↑  Lesik, Konstantin (2019년 9월 8일). “Звезды Медведевой, короны Загитовой, букет Тутберидзе. Второй день прокатов лучших фигуристов России” [Medvedeva's stars, Zagitova's crowns, Tutberidze's bouquet. The second day of test skates for the best skaters in Russia]. 《Sport24》 (러시아어).
4. ↑  Alexandra Trusova. The Girl Who Fights Gravity: And Changes the World of Woman's Figure Skating. Kindle. March 2021. - 아마존
5. ↑  Alexandra Trusova biography. Goodreads. Russian edition. February 2021. - 아마존
6. ↑  "Alexandra Trusova Adidas Public Talk," Mar 27, 2019. [https://www.youtube.com/watch?v=IjcvKbDpOCE 보관됨 21 4월 2021 - 웨이백 머신
7. ↑  "Impossible is Nothing". April 12, 2021.  보관됨 21 4월 2021 - 웨이백 머신
8. ↑  “From fan to brand ambassador: teenage skating sensation Alexandra Trusova uses aminoVITAL® to stay in peak condition”. Ajinomoto. July 2020. 2021년 8월 30일에 원본 문서에서 보존된 문서. 2021년 8월 30일에 확인함.
9. ↑  “Alexandra Trusova as Brand Ambassador”. Maurice Lacroix. 2021년 1월 22일. 2021년 12월 26일에 원본 문서에서 보존된 문서.
10. ↑  “Саша в рекламе российско-белорусского бренда молочной продукции «Верховье»”. Team Trusova Official. 2021년 7월 3일. 2021년 12월 26일에 원본 문서에서 보존된 문서.
11. ↑  “Trusova x Brilliance & Melrose: It's Official!”. Brilliance & Melrose. 2021년 10월 27일.
12. ↑  On-line Skating. "Trusova endorsement since 2021". Listing of 2-11-2022.
13. ↑  “Александра Вячеславовна Трусова” [Alexandra Trusova]. 《fskate.ru》 (러시아어). 2019년 7월 14일에 원본 문서에서 보존된 문서. 2017년 8월 26일에 확인함.
14. ↑  “Первенство России младшего возраста - Девушки, старший возраст”. 《fskate.ru》 (러시아어). 2022년 6월 12일에 확인함.
15. ↑  “SkatingScores | 2016 Junior Russian Cup Stage 2 | Free Skate | Alexandra Trusova”. 《SkatingScores》. 2022년 6월 12일에 확인함.
16. ↑  “SkatingScores | 2016 Junior Russian Cup Stage 5 | Free Skate | Alexandra Trusova”. 《SkatingScores》. 2022년 6월 12일에 확인함.
17. ↑  “Кубок России - Ростелеком 2016-2017, 2-й Этап Девушки, КМС”. 《fskate.ru》 (러시아어). 2022년 6월 15일에 확인함. |제목=에 라인 피드 문자가 있음(위치 46) (도움말)
18. ↑  “Кубок России - Ростелеком 2016-2017, 5-й Этап Дeвушки, KMC”. 《fskate.ru》 (러시아어). 2022년 6월 15일에 확인함. |제목=에 라인 피드 문자가 있음(위치 46) (도움말)
19. ↑  “Первенство России среди юниоров 2017 Санкт-Петербург, СК "Юбилейный"”. 《fskate.ru》. 2022년 6월 15일에 확인함.
20. ↑  “Первенство России старшего возрастаг. В.Новгород, Ледовая арена СШ "Спорт-Индустрия"”. 《fskate.ru》 (러시아어). 2022년 6월 16일에 확인함.
21. ↑  “Alexandra TRUSOVA: 2017/2018”. International Skating Union. 2018년 5월 19일에 원본 문서에서 보존된 문서.
22. 1 2  “Highest Total Scores: Ladies”. 《ISU Results》. International Skating Union. 2018년 9월 7일. 2017년 10월 29일에 원본 문서에서 보존된 문서. 2018년 9월 7일에 확인함.
23. 1 2  “Highest Free Program Scores: Ladies”. 《ISU Results》. International Skating Union. 2018년 9월 7일. 2016년 9월 4일에 원본 문서에서 보존된 문서. 2018년 9월 7일에 확인함.
24. ↑  “Highest Short Program Scores: Ladies”. 《ISU Results》. International Skating Union. 2018년 9월 7일. 2014년 4월 1일에 원본 문서에서 보존된 문서. 2018년 9월 7일에 확인함.
25. ↑  “Statistics including Personal Best/Season Best information”. 국제 빙상 연맹. 2018년 12월 5일에 원본 문서에서 보존된 문서. 2018년 8월 15일에 확인함.
26. ↑  “Highest Historical Total Scores: Ladies”. 《ISU Results》. International Skating Union. 2016년 12월 10일. 2018년 8월 16일에 원본 문서에서 보존된 문서. 2016년 12월 10일에 확인함.
27. ↑  “Highest Historical Short Program Scores: Ladies”. 《ISU Results》. International Skating Union. 2016년 12월 10일. 2018년 8월 16일에 원본 문서에서 보존된 문서. 2016년 12월 10일에 확인함.
28. ↑  “Highest Historical Free Program Scores: Ladies”. 《ISU Results》. International Skating Union. 2016년 12월 10일. 2018년 8월 16일에 원본 문서에서 보존된 문서. 2016년 12월 10일에 확인함.
29. ↑  ISU Cup of China - 국제 빙상 연맹
30. ↑  HSU Budapest Trophy - 헝가리 빙상 연맹
31. ↑  눈물 흘리는 알렉산드라 트루소바
32. 1 2  불운한 천재의 불행한 올림픽…銀 트루소바 “피겨 그만 할래”
33. ↑  [사진]알렉산드라 트루소바,'시상식대 손가락 논란'
34. ↑  트위터 게시글
35. ↑  [올림픽] "나만 금메달 없어" 오열한 트루소바…'손가락 욕설' 논란까지
36. ↑  ‘은메달 따고 오열’ 러시아의 트루소바… “나만 금이 없어”
37. ↑  '나만 금메달 없어' 트루소바 '원더우먼 한풀이'